# National Bank Open
Die National Bank Open (offizieller Titel: Open de squash Financière Banque Nationale) sind ein jährlich stattfindendes Squashturnier für Herren. Es findet in Montreal, Kanada, statt und ist Teil der PSA World Tour. Das Turnier wurde 2010 ins Leben gerufen und gehört aktuell zur Kategorie PSA Challenger 30. Das Gesamtpreisgeld beträgt 28.000 US-Dollar.
2010 gehörte das Turnier zur Kategorie 4 Star, im Folgejahr nach einer Reform der Turnierkategorien zur Kategorie International 35, die es bis 2016 innehatte. 2017 wurde es nochmals abgestuft zur heute noch gültigen Kategorie. Borja Golán gewann das Turnier als einziger Spieler zweimal.

## Sieger
| Jahr | Sieger             | Finalgegner            | Finalergebnis                 |
| ---- | ------------------ | ---------------------- | ----------------------------- |
| 2019 | Adrian Waller      | Arturo Salazar         | 5:11, 11:1, 11:4, 11:2        |
| 2018 | Borja Golán        | Mohd Nafiizwan Adnan   | 9:11, 11:4, 11:9, 11:6        |
| 2017 | César Salazar      | Omar Abdel Meguid      | 11:8, 16:14, 11:6             |
| 2016 | Ali Farag          | Karim Abdel Gawad      | 3:11, 18:16, 9:11, 11:6, 11:7 |
| 2015 | Nicht ausgetragen  | Nicht ausgetragen      | Nicht ausgetragen             |
| 2014 | Mathieu Castagnet  | Miguel Ángel Rodríguez | 11:7, 14:12, 9:11, 13:11      |
| 2013 | Borja Golán        | Daryl Selby            | 9:11, 11:3, 11:2, 12:14, 11:5 |
| 2012 | Tom Richards       | Thierry Lincou         | 11:7, 8:11, 11:8, 5:11, 11:5  |
| 2011 | Hisham Mohd Ashour | David Palmer           | 9:11, 11:7, 11:3, 11:6        |
| 2010 | Laurens Jan Anjema | Daryl Selby            | 11:9, 11:8, 11:1              |
| 2009 | Alister Walker     | Shahier Razik          | 11:9, 6:11, 11:9, 11:5        |